# KVK Tienen
El KVK Tienen es un equipo de fútbol de la localidad de Tienen en el Brabante Flamenco de Bélgica. El club está afiliado a la KBVB con el número de matrícula 132 y sus colores son el azul, blanco y verde. KVK Tienen se formó en 1981 a partir de la fusión de los clubes Racing Tienen y VoorVoorVoor Tienen. Actualmente compite en la División Nacional 1, la tercera categoría de fútbol en el país.

## Historia
Fue fundado el 28 de mayo de 1921 en la ciudad de Tienen con el nombre de Racing Club Tirlemont, y el 20 de agosto de ese año se afilió a la Real Federación Belga de Fútbol con la matrícula nº132.
Fue uno de los equipos fundadores de la Tercera División de Bélgica en 1926, alcanzando la Segunda División en 1931. En la temporada 1937/38 juega por primera vez en la Primera División de Bélgica, de la cual descendió esa misma temporada al quedar colista de 14 equipos. En el 30.º aniversario del club, en 1951 recibe el título real y pasa a llamarse Royal Racing Club Tirlemont.
El 31 de julio de 1973 "flamenquiza" su nombre por el de RRC Tienen, y en 1981 se fusiona con el Voorwarts Tienen para crear al KVK Tienen, manteniendo la matrícula de Racing Tienen.
Los colores del club se convirtieron en azul-blanco-verde. El club tuvo que regresar a Cuarta División después de una temporada, pero pudo regresar a Tercera tras dos temporadas, donde jugaría el resto de la década de los 80. Siguieron cuatro temporadas más de 1993 a 1995, pero a finales de la década de los 90, el club finalmente logró ascender nuevamente a Segunda División, por primera vez como club fusionado. Después de todo, en 1999 el KVK Tienen se hizo con el título de su grupo en Tercera, después de haber quedado eliminados en la ronda final el año anterior. En 2002, el club terminó 17.º y penúltimo en un puesto de descenso. En Primera División esa temporada, sin embargo, tanto RWDM como Eendracht Aalst se les negó la licencia profesional y bajaron directamente a Tercera. Ningún club descendió a Segunda, y además, el KRC Zuid-West-Vlaanderen, que se fusionó con el KSV Ingelmunster, desapareció en Segunda. Para mantener el número de clubes en 18, ningún equipo descendió esa temporada de esta serie y KVK Tienen pudo mantenerse. Después de cinco temporadas, el club finalmente descendió a Tercera en 2004.
La asociación se fusionó en 2005 con el club de fútbol femenino Eva's Kumtich (número de registro 8220), que ha jugado ininterrumpidamente en la Primera División de fútbol femenino durante 30 años. Este equipo ha formado desde entonces la sección femenina del club deportivo. En 2009, los equipos femeninos se instalaron nuevamente en un nuevo club, DVC Eva's Tienen (número de registro 9527).
En la temporada 2005/2006, Tienen se proclamó campeón de Tercera División y consiguió así el ascenso a Segunda. Permaneció allí durante seis temporadas, hasta que en la temporada 2011-2012 el club volvió a descender. La temporada siguiente, Tienen atravesó dificultades financieras, tras lo cual la Asamblea General decidió entrar en liquidación. Sin embargo, el club pudo comenzar de nuevo a través de una organización sin fines de lucro recién establecida y así terminar la temporada 2012-2013 en Tercera División. Desde la temporada 2013-2014, el club jugó en Cuarta División bajo el nombre de KVK Tienen-Hageland. Pero KVK Tienen inmediatamente fue campeón en Cuarta Clase y ascendió nuevamente a Tercera.
En la temporada 2018/2019 se proclamó campeón de la Tercera División de Aficionados, la quinta división de Bélgica. Una vez llegado a la Segunda División Aficionada, enseguida se convirtió en un campeón contundente, aunque de manera especial. Debido al virus COVID-19, la KBVB decidió el 27 de marzo de 2020 detener todas las competiciones y determinar la clasificación final. Los blanquiazules disputaron 23 partidos en Segunda División Amateur y terminaron en lo más alto con 44 puntos, lo que obligó al ascenso a División Nacional 1, la máxima categoría amateur del país.

## Palmarés
- Segunda División de Bélgica: 1

1936/37
- Tercera División de Bélgica: 4

1930/31, 1966/67, 1998/99, 2005/06
- Promoción: 3

1974/75, 1983/84, 2013/14

## Resultados
| Temporada                        | Nivel | Nivel | Nivel | Nivel | Nivel | Denominación                                          | Puntos                                                | Observaciones                                                                         | Copa de Bélgica                                       |
|                                  | I     | II    | P.II  |       |       |                                                       |                                                       |                                                                                       | Copa de Bélgica                                       |
| -------------------------------- | ----- | ----- | ----- | ----- | ----- | ----------------------------------------------------- | ----------------------------------------------------- | ------------------------------------------------------------------------------------- | ----------------------------------------------------- |
| Como Racing Club Tirlemont       |       |       |       |       |       |                                                       |                                                       |                                                                                       |                                                       |
| 1922/23                          |       |       | 3     |       |       | Prov. Brabante                                        | 21                                                    |                                                                                       |                                                       |
| 1923/24                          |       |       | 2     |       |       | Prov. Brabante                                        | 44                                                    |                                                                                       |                                                       |
| 1924/25                          |       |       | 1     |       |       | Prov. Brabante                                        | 29                                                    | cuarto en play-off con 5 puntos                                                       |                                                       |
| 1925/26                          |       |       | 1     |       |       | Prov. Brabante                                        | 30                                                    |                                                                                       |                                                       |
|                                  | I     | II    | III   | P.I   |       | desde 1926/27 hay 3 niveles nacionales                | desde 1926/27 hay 3 niveles nacionales                | desde 1926/27 hay 3 niveles nacionales                                                | desde 1926/27 hay 3 niveles nacionales                |
| 1926/27                          |       |       | 8     |       |       | Tercera B                                             | 26                                                    |                                                                                       |                                                       |
| 1927/28                          |       |       | 5     |       |       | Tercera C                                             | 29                                                    |                                                                                       |                                                       |
| 1928/29                          |       |       | 7     |       |       | Tercera C                                             | 27                                                    |                                                                                       |                                                       |
| 1929/30                          |       |       | 3     |       |       | Tercera C                                             | 31                                                    |                                                                                       |                                                       |
| 1930/31                          |       |       | 1     |       |       | Tercera C                                             | 40                                                    |                                                                                       |                                                       |
| 1931/32                          |       | 10    |       |       |       | Segunda B                                             | 22                                                    |                                                                                       |                                                       |
| 1932/33                          |       | 7     |       |       |       | Segunda B                                             | 25                                                    |                                                                                       |                                                       |
| 1933/34                          |       | 2     |       |       |       | Segunda A                                             | 38                                                    |                                                                                       |                                                       |
| 1934/35                          |       | 2     |       |       |       | Segunda B                                             | 34                                                    |                                                                                       |                                                       |
| 1935/36                          |       | 5     |       |       |       | Segunda A                                             | 32                                                    |                                                                                       |                                                       |
| 1936/37                          |       | 1     |       |       |       | Segunda A                                             | 35                                                    |                                                                                       |                                                       |
| 1937/38                          | 14    |       |       |       |       | Primera                                               | 14                                                    |                                                                                       |                                                       |
| 1938/39                          |       | 3     |       |       |       | Segunda B                                             | 33                                                    |                                                                                       |                                                       |
| 1939/40                          |       |       |       |       |       |                                                       |                                                       | sin liga por Guerra Mundial II                                                        |                                                       |
| 1940/41                          |       |       |       |       |       |                                                       |                                                       | sin liga por Guerra Mundial II                                                        |                                                       |
| 1941/42                          |       | 2     |       |       |       | Segunda A                                             | 35                                                    |                                                                                       |                                                       |
| 1942/43                          |       | 7     |       |       |       | Segunda A                                             | 34                                                    |                                                                                       |                                                       |
| 1943/44                          |       | 9     |       |       |       | Segunda B                                             | 24                                                    |                                                                                       |                                                       |
| 1944/45                          |       |       |       |       |       |                                                       |                                                       | sin liga por Guerra Mundial II                                                        |                                                       |
| 1945/46                          |       | 3     |       |       |       | Segunda B                                             | 48                                                    |                                                                                       |                                                       |
| 1946/47                          |       | 4     |       |       |       | Segunda B                                             | 38                                                    |                                                                                       |                                                       |
| 1947/48                          |       | 9     |       |       |       | Segunda A                                             | 28                                                    |                                                                                       |                                                       |
| 1948/49                          |       | 6     |       |       |       | Segunda A                                             | 31                                                    |                                                                                       |                                                       |
| 1949/50                          |       | 7     |       |       |       | Segunda B                                             | 29                                                    |                                                                                       |                                                       |
| 1950/51                          |       | 5     |       |       |       | Segunda A                                             | 32                                                    |                                                                                       |                                                       |
| como Royal Racing Club Tirlemont |       |       |       |       |       |                                                       |                                                       |                                                                                       |                                                       |
| 1951/52                          |       | 2     |       |       |       | Segunda B                                             | 38                                                    |                                                                                       |                                                       |
|                                  | I     | II    | III   | IV    | P.I   | desde 1952/53 hay 4 niveles nacionales                | desde 1952/53 hay 4 niveles nacionales                | desde 1952/53 hay 4 niveles nacionales                                                | desde 1952/53 hay 4 niveles nacionales                |
| 1952/53                          |       | 5     |       |       |       | Segunda                                               | 32                                                    |                                                                                       |                                                       |
| 1953/54                          |       | 8     |       |       |       | Segunda                                               | 30                                                    |                                                                                       | 1/16                                                  |
| 1954/55                          |       | 12    |       |       |       | Segunda                                               | 26                                                    |                                                                                       | 1/16                                                  |
| 1955/56                          |       | 11    |       |       |       | Segunda                                               | 27                                                    |                                                                                       | 1/16                                                  |
| 1956/57                          |       | 15    |       |       |       | Segunda                                               | 22                                                    |                                                                                       |                                                       |
| 1957/58                          |       |       | 4     |       |       | Tercera B                                             | 34                                                    |                                                                                       |                                                       |
| 1958/59                          |       |       | 7     |       |       | Tercera A                                             | 31                                                    |                                                                                       |                                                       |
| 1959/60                          |       |       | 6     |       |       | Tercera B                                             | 32                                                    |                                                                                       |                                                       |
| 1960/61                          |       |       | 5     |       |       | Tercera B                                             | 32                                                    |                                                                                       |                                                       |
| 1961/62                          |       |       | 7     |       |       | Tercera B                                             | 32                                                    |                                                                                       |                                                       |
| 1962/63                          |       |       | 11    |       |       | Tercera B                                             | 27                                                    |                                                                                       |                                                       |
| 1963/64                          |       |       | 7     |       |       | Tercera A                                             | 30                                                    |                                                                                       | R4                                                    |
| 1964/65                          |       |       | 6     |       |       | Tercera B                                             | 35                                                    |                                                                                       | R5                                                    |
| 1965/66                          |       |       | 3     |       |       | Tercera A                                             | 34                                                    |                                                                                       | 1/16                                                  |
| 1966/67                          |       |       | 1     |       |       | Tercera B                                             | 42                                                    |                                                                                       | R5                                                    |
| 1967/68                          |       | 16    |       |       |       | Segunda                                               | 15                                                    |                                                                                       | R5                                                    |
| 1968/69                          |       |       | 9     |       |       | Tercera A                                             | 28                                                    |                                                                                       | 1/16                                                  |
| 1969/70                          |       |       | 11    |       |       | Tercera A                                             | 27                                                    |                                                                                       | R5                                                    |
| 1970/71                          |       |       | 16    |       |       | Tercera A                                             | 22                                                    |                                                                                       | R5                                                    |
| 1971/72                          |       |       |       | 7     |       | Cuarta C                                              | 33                                                    |                                                                                       | R5                                                    |
| 1972/73                          |       |       |       | 6     |       | Cuarta C                                              | 35                                                    |                                                                                       | R5                                                    |
| como Royal Racing Club Tienen    |       |       |       |       |       |                                                       |                                                       |                                                                                       |                                                       |
| 1973/74                          |       |       |       | 4     |       | Cuarta A                                              | 35                                                    |                                                                                       | R2                                                    |
| 1974/75                          |       |       |       | 1     |       | Cuarta D                                              | 45                                                    |                                                                                       | R3                                                    |
| 1975/76                          |       |       | 13    |       |       | Tercera A                                             | 27                                                    |                                                                                       | R3                                                    |
| 1976/77                          |       |       | 10    |       |       | Tercera A                                             | 29                                                    |                                                                                       | R4                                                    |
| 1977/78                          |       |       | 3     |       |       | Tercera A                                             | 34                                                    |                                                                                       | R5                                                    |
| 1978/79                          |       |       | 10    |       |       | Tercera B                                             | 26                                                    |                                                                                       | R5                                                    |
| 1979/80                          |       |       | 8     |       |       | Tercera B                                             | 30                                                    |                                                                                       | R5                                                    |
| 1980/81                          |       |       | 10    |       |       | Tercera A                                             | 29                                                    |                                                                                       | R5                                                    |
| como KVK Tienen                  |       |       |       |       |       |                                                       |                                                       |                                                                                       |                                                       |
| 1981/82                          |       |       | 13    |       |       | Tercera B                                             | 26                                                    |                                                                                       | R5                                                    |
| 1982/83                          |       |       |       | 3     |       | Cuarta C                                              | 38                                                    |                                                                                       | R5                                                    |
| 1983/84                          |       |       |       | 1     |       | Cuarta B                                              | 51                                                    |                                                                                       | R5                                                    |
| 1984/85                          |       |       | 3     |       |       | Tercera B                                             | 38                                                    |                                                                                       | R5                                                    |
| 1985/86                          |       |       | 11    |       |       | Tercera B                                             | 27                                                    |                                                                                       | R5                                                    |
| 1986/87                          |       |       | 6     |       |       | Tercera B                                             | 31                                                    |                                                                                       | 1/16                                                  |
| 1987/88                          |       |       | 3     |       |       | Tercera B                                             | 37                                                    |                                                                                       | R5                                                    |
| 1988/89                          |       |       | 6     |       |       | Tercera B                                             | 32                                                    |                                                                                       | R4                                                    |
| 1989/90                          |       |       | 3     |       |       | Tercera B                                             | 41                                                    |                                                                                       | R5                                                    |
| 1990/91                          |       |       | 2     |       |       | Tercera B                                             | 42                                                    |                                                                                       | R5                                                    |
| 1991/92                          |       |       | 5     |       |       | Tercera B                                             | 37                                                    |                                                                                       | 1/8                                                   |
| 1992/93                          |       |       | 15    |       |       | Tercera B                                             | 20                                                    |                                                                                       | R4                                                    |
| 1993/94                          |       |       |       | 3     |       | Cuarta B                                              | 41                                                    |                                                                                       | R3                                                    |
| 1994/95                          |       |       |       | 3     |       | Cuarta C                                              | 39                                                    |                                                                                       | R3                                                    |
| 1995/96                          |       |       | 14    |       |       | Tercera B                                             | 34                                                    |                                                                                       | R3                                                    |
| 1996/97                          |       |       | 9     |       |       | Tercera B                                             | 40                                                    |                                                                                       | R3                                                    |
| 1997/98                          |       |       | 4     |       |       | Tercera B                                             | 60                                                    |                                                                                       | R4                                                    |
| 1998/99                          |       |       | 1     |       |       | Tercera B                                             | 65                                                    |                                                                                       | R3                                                    |
| 1999/00                          |       | 13    |       |       |       | Segunda                                               | 40                                                    |                                                                                       | R3                                                    |
| 2000/01                          |       | 14    |       |       |       | Segunda                                               | 37                                                    |                                                                                       | R4                                                    |
| 2001/02                          |       | 17    |       |       |       | Segunda                                               | 35                                                    |                                                                                       | R4                                                    |
| 2002/03                          |       | 14    |       |       |       | Segunda                                               | 39                                                    |                                                                                       | R4                                                    |
| 2003/04                          |       | 17    |       |       |       | Segunda                                               | 25                                                    |                                                                                       | R5                                                    |
| 2004/05                          |       |       | 8     |       |       | Tercera B                                             | 39                                                    |                                                                                       | R5                                                    |
| 2005/06                          |       |       | 1     |       |       | Tercera B                                             | 62                                                    |                                                                                       | R3                                                    |
| 2006/07                          |       | 10    |       |       |       | Segunda                                               | 45                                                    |                                                                                       | 1/16                                                  |
| 2007/08                          |       | 10    |       |       |       | Segunda                                               | 48                                                    |                                                                                       | 1/16                                                  |
| 2008/09                          |       | 6     |       |       |       | Segunda                                               | 53                                                    |                                                                                       | R5                                                    |
| 2009/10                          |       | 12    |       |       |       | Segunda                                               | 43                                                    |                                                                                       | R4                                                    |
| 2010/11                          |       | 14    |       |       |       | Segunda                                               | 41                                                    |                                                                                       | 1/16                                                  |
| 2011/12                          |       | 16    |       |       |       | Segunda                                               | 33                                                    | Pierde en el play-off de descenso                                                     | R5                                                    |
| 2012/13                          |       |       | 9     |       |       | Tercera B                                             | 51                                                    | KVK Tienen entró en liquidación y descendió a Cuarta                                  | R4                                                    |
| como KVK Tienen-Hageland         |       |       |       |       |       |                                                       |                                                       |                                                                                       |                                                       |
| 2013/14                          |       |       |       | 1     |       | Cuarta C                                              | 57                                                    |                                                                                       | R2                                                    |
| 2014/15                          |       |       | 15    |       |       | Tercera B                                             | 35                                                    |                                                                                       | R4                                                    |
| 2015/16                          |       |       | 16    |       |       | Tercera B                                             | 40                                                    |                                                                                       | R4                                                    |
|                                  | 1A    | 1B    | 1Am   | 2Am   | 3Am   | desde 2016-17 hay 3 niveles nacionales y 2 regionales | desde 2016-17 hay 3 niveles nacionales y 2 regionales | desde 2016-17 hay 3 niveles nacionales y 2 regionales                                 | desde 2016-17 hay 3 niveles nacionales y 2 regionales |
| 2016/17                          |       |       |       | 14    |       | Division 2                                            | 30                                                    | 1-4 ganó en play-off descenso contra KSV Bornem                                       | R3                                                    |
| 2017/18                          |       |       |       | 15    |       | Division 2                                            | 28                                                    |                                                                                       | R3                                                    |
| 2018/19                          |       |       |       |       | 1     | División 3                                            | 65                                                    |                                                                                       | R2                                                    |
| 2019/20                          |       |       |       | 1     |       | Division 2                                            | 44                                                    | Competición parada por COVID-19-virus, pero asciende                                  | R4                                                    |
|                                  | 1A    | 1B    | 1Nat  | 2Afd  | 3Afd  |                                                       |                                                       |                                                                                       |                                                       |
| 2020/21                          |       |       | -     |       |       | Division Nacional 1                                   | -                                                     | La competencia se detuvo después de cuatro jornadas de juego debido al virus COVID-19 | R3                                                    |
| 2021/22                          |       |       | 11    |       |       | Division Nacional 1                                   | 35                                                    |                                                                                       | 1/16                                                  |
| 2022/23                          |       |       | 12    |       |       | Division Nacional 1                                   | 46                                                    |                                                                                       |                                                       |